# 日本の鉄道駅一覧 に
| あ | い | う-え   | お        | か    | き | く-け |
| こ | さ | し-しも | しや-しん | す-そ | た | ち-て |
| と | な | に      | ぬ-の     | は    | ひ | ふ-ほ |
| ま | み | む-も   | や-わ行   |       |    |       |

日本の鉄道駅一覧 には、日本の鉄道駅のうち、にで始まるものの一覧である。

## に

### にあ-にお
- 新井駅 (兵庫県)（にいえき・西日本旅客鉄道播但線）
- 新居駅（にいえき・伊賀鉄道伊賀線）
- 新潟駅（にいがたえき）
- 新潟貨物ターミナル駅（にいがたかもつターミナルえき）
- 新潟大学前駅（にいがただいがくまええき）
- 新座駅（にいざえき）
- 新座貨物ターミナル駅（にいざかもつターミナルえき）
- 新崎駅（にいざきえき）
- 新里駅 (群馬県)（にいさとえき・上毛電気鉄道上毛線）
- 新郷駅 (岡山県)（にいざとえき・西日本旅客鉄道伯備線）
- 仁井田駅 (栃木県)（にいたえき・東日本旅客鉄道烏山線）
- 仁井田駅 (高知県)（にいだえき・四国旅客鉄道土讃線）
- 二井田駅（にいだえき・阿武隈急行阿武隈急行線）
- 新津駅（にいつえき）
- 新月駅（にいつきえき）
- 新鶴駅（にいつるえき）
- 新野駅 (兵庫県)（にいのえき・西日本旅客鉄道播但線）
- 新居浜駅（にいはまえき）
- 新治駅（にいはりえき）
- 新見駅（にいみえき）
- 新村駅（にいむらえき）
- 新谷駅（にいやえき）
- 贄川駅（にえかわえき）

### にか-にこ
- 二階堂駅（にかいどうえき）
- 仁方駅（にがたえき）
- 苦竹駅（にがたけえき）
- 二月田駅（にがつでんえき）
- 仁賀保駅（にかほえき）
- 仁川駅（にがわえき）
- 仁木駅（にきえき）
- 二木島駅（にぎしまえき）
- 二軒茶屋駅（にけんちゃやえき・叡山電鉄鞍馬線）
- 二軒茶屋停留場（にけんぢゃやていりゅうじょう・鹿児島市電谷山線）
- 二軒屋駅（にけんやえき）

### にさ-にそ
- 新里駅 (青森県)（にさとえき・弘南鉄道弘南線）
- 西相生駅（にしあいおいえき）
- 西青山駅（にしあおやまえき）
- 西明石駅（にしあかしえき）
- 西吾野駅（にしあがのえき）
- 西海鹿島駅（にしあしかじまえき）
- 西阿知駅（にしあちえき）
- 西新井駅（にしあらいえき）
- 西新井大師西駅（にしあらいだいしにしえき）
- 西有田駅（にしありたえき）
- 西粟倉駅（にしあわくらえき）
- 西諫早駅（にしいさはやえき）
- 西出水駅（にしいずみえき・肥薩おれんじ鉄道線）
- 西泉駅（にしいずみえき・北陸鉄道石川線）
- 西出雲駅（にしいずもえき）
- 西一宮駅（にしいちのみやえき）
- 西岩国駅（にしいわくにえき）
- 西上田駅（にしうえだえき）
- 西魚津駅（にしうおづえき）
- 西梅田駅（にしうめだえき）
- 西浦駅（にしうらえき）
- 西浦上駅（にしうらかみえき）
- 西浦和駅（にしうらわえき）
- 西頴娃駅（にしえいえき）
- 西江井ヶ島駅（にしえいがしまえき）
- 西永福駅（にしえいふくえき）
- 西尾駅（にしおえき）
- 西相知駅（にしおうちえき）
- 西麻植駅（にしおええき）
- 西大井駅（にしおおいえき）
- 西大分駅（にしおおいたえき）
- 西大垣駅（にしおおがきえき）
- 西大方駅（にしおおがたえき）
- 西大崎駅（にしおおさきえき）
- 西大路駅（にしおおじえき）
- 西大路御池駅（にしおおじおいけえき）
- 西大路三条駅（にしおおじさんじょうえき）
- 西大島駅（にしおおじまえき）
- 西大洲駅（にしおおずえき）
- 西大滝駅（にしおおたきえき）
- 西大塚駅（にしおおつかえき）
- 西大手駅（にしおおてえき）
- 西大橋駅（にしおおはしえき）
- 西大原駅（にしおおはらえき）
- 西大宮駅（にしおおみやえき）
- 西大家駅（にしおおやえき）
- 西大山駅（にしおおやまえき）
- 西岡崎駅（にしおかざきえき）
- 西荻窪駅（にしおぎくぼえき）
- 西尾口駅（にしおぐちえき）
- 西帯広駅（にしおびひろえき）
- 西神楽駅（にしかぐらえき）
- 西掛川駅（にしかけがわえき）
- 西葛西駅（にしかさいえき）
- 西笠松駅（にしかさまつえき）
- 西鹿島駅（にしかじまえき）
- 西笠田駅（にしかせだえき）
- 西方駅（にしかたえき）
- 西片上駅（にしかたかみえき）
- 西勝間田駅（にしかつまだえき）
- 西加積駅（にしかづみえき）
- 西金沢駅（にしかなざわえき）
- 西可児駅（にしかにえき）
- 西ケ原駅（にしがはらえき）
- 西ヶ原四丁目停留場（にしがはらよんちょうめていりゅうじょう）
- 西ケ方駅（にしがほうえき）
- 西鎌倉駅（にしかまくらえき）
- 西辛島町停留場（にしからしまちょうていりゅうじょう）
- 西唐津駅（にしからつえき）
- 西川口駅（にしかわぐちえき）
- 西川越駅（にしかわごええき）
- 西川田駅（にしかわだえき）
- 西川原駅（にしがわらえき）
- 西川緑道公園停留場（にしがわりょくどうこうえんていりゅうじょう）
- 西観音町停留場（にしかんおんまちていりゅうじょう）
- 錦駅（にしきえき）
- 錦岡駅（にしきおかえき）
- 西気賀駅（にしきがえき）
- 西岸駅（にしぎしえき）
- 西北見駅（にしきたみえき）
- 錦町駅（にしきちょうえき）
- 西木津駅（にしきづえき）
- 西衣山駅（にしきぬやまえき）
- 二色浜駅（にしきのはまえき）
- 西岐阜駅（にしぎふえき）
- 西京極駅（にしきょうごくえき）
- 西桐生駅（にしきりゅうえき）
- 西九条駅（にしくじょうえき）
- 西国立駅（にしくにたちえき）
- 西熊本駅（にしくまもとえき）
- 西栗栖駅（にしくりすえき）
- 西黒崎駅（にしくろさきえき）
- 西桑名駅（にしくわなえき）
- 西小泉駅（にしこいずみえき）
- 西国分寺駅（にしこくぶんじえき）
- 西小倉駅（にしこくらえき）
- 西小坂井駅（にしこざかいえき）
- 西木場駅（にしこばえき）
- 西小林駅（にしこばやしえき）
- 西御坊駅（にしごぼうえき）
- 西小山駅（にしこやまえき）
- 西御料駅（にしごりょうえき）
- 西寒河江駅（にしさがええき）
- 西佐川駅（にしさかわえき）
- 西里駅（にしさとえき）
- 西鯖江駅（にしさばええき）
- 西三荘駅（にしさんそうえき）
- 西塩釜駅（にししおがまえき）
- 西飾磨駅（にししかまえき）
- 西新発田駅（にししばたえき）
- 西11丁目駅（にしじゅういっちょうめえき）
- 西15丁目停留場（にしじゅうごちょうめていりゅうじょう）
- 西18丁目駅（にしじゅうはっちょうめえき）
- 西条駅 (長野県)（にしじょうえき・東日本旅客鉄道篠ノ井線）
- 西庶路駅（にししょろえき）
- 西白井駅（にししろいえき）
- 西新駅（にしじんえき）
- 西新宿駅（にししんじゅくえき）
- 西新宿五丁目駅（にししんじゅくごちょうめえき）
- 西新町駅（にししんまちえき）
- 西巣鴨駅（にしすがもえき）
- 西鈴蘭台駅（にしすずらんだいえき）
- 西聖和駅（にしせいわえき）
- 西線9条旭山公園通停留場（にしせんくじょうあさひやまこうえんどおりていりゅうじょう）
- 西線11条停留場（にしせんじゅういちじょうていりゅうじょう）
- 西線14条停留場（にしせんじゅうよじょうていりゅうじょう）
- 西線16条停留場（にしせんじゅうろくじょうていりゅうじょう）
- 西線6条停留場（にしせんろくじょうていりゅうじょう）
- 西添田駅（にしそえだえき）
- 西田井駅（にしだいえき・真岡鐵道真岡線）
- 西台駅（にしだいえき・都営地下鉄三田線）
- 西代駅（にしだいえき・山陽電気鉄道本線）
- 西太子堂駅（にしたいしどうえき）
- 西高岡駅（にしたかおかえき）
- 西高蔵駅（にしたかくらえき）
- 西高島平駅（にしたかしまだいらえき）
- 西高須停留場（にしたかすていりゅうじょう）
- 西鷹巣駅（にしたかのすえき）
- 西高屋駅（にしたかやえき）
- 西滝沢駅（にしたきさわえき）
- 西太刀洗駅（にしたちあらいえき）
- 西立川駅（にしたちかわえき）
- 西田辺駅（にしたなべえき）
- 西田平駅（にしたびらえき）
- 西田原本駅（にしたわらもとえき）
- 西千葉駅（にしちばえき）
- 西町停留場（にしちょうていりゅうじょう）
- 西調布駅（にしちょうふえき）
- 二十軒駅（にじっけんえき）
- 西燕駅（にしつばめえき）
- 西敦賀駅（にしつるがえき）
- 西鉄小郡駅（にしてつおごおりえき）
- 西鉄香椎駅（にしてつかしいえき）
- 西鉄銀水駅（にしてつぎんすいえき）
- 西鉄久留米駅（にしてつくるめえき）
- 西鉄五条駅（にしてつごじょうえき）
- 西鉄新宮駅（にしてつしんぐうえき）
- 西鉄千早駅（にしてつちはやえき）
- 西鉄中島駅（にしてつなかしまえき）
- 西鉄平尾駅（にしてつひらおえき）
- 西鉄福岡（天神）駅（にしてつふくおか（てんじん）えき）
- 西鉄二日市駅（にしてつふつかいちえき）
- 西鉄柳川駅（にしてつやながわえき）
- 西鉄渡瀬駅（にしてつわたぜえき）
- 西天下茶屋駅（にしてんがちゃやえき）
- 西所沢駅（にしところざわえき）
- 西富井駅（にしとみいえき）
- 西富岡駅（にしとみおかえき）
- 西富山駅（にしとやまえき）
- 西取手駅（にしとりでえき）
- 西中駅（にしなかえき）
- 西中島南方駅（にしなかじまみなみがたえき）
- 西長田ゆりの里駅（にしながたゆりのさとえき）
- 西中通駅（にしなかどおりえき）
- 西中野停留場（にしなかのていりゅうじょう）
- 西長堀駅（にしながほりえき）
- 西那須野駅（にしなすのえき）
- 西灘駅（にしなだえき）
- 西滑川駅（にしなめりかわえき）
- 西28丁目駅（にしにじゅうはっちょうめえき）
- 西日暮里駅（にしにっぽりえき）
- 西入善駅（にしにゅうぜんえき）
- 虹の駅（にじのえき・こうべ未来都市機構摩耶ケーブル線）
- 西ノ京駅（にしのきょうえき）
- 西ノ口駅（にしのくちえき）
- 西ノ庄駅（にしのしょうえき）
- 西野尻駅（にしのじりえき）
- 西登戸駅（にしのぶとえき）
- 虹ノ松原駅（にじのまつばらえき）
- 西宮駅 (JR西日本)（にしのみやえき・西日本旅客鉄道東海道本線）
- 西宮駅 (阪神)（にしのみやえき・阪神本線）
- 西宮北口駅（にしのみやきたぐちえき）
- 西宮名塩駅（にしのみやなじおえき）
- 西幡豆駅（にしはずえき）
- 西畑駅（にしはたえき）
- 西八王子駅（にしはちおうじえき）
- 西8丁目停留場（にしはっちょうめていりゅうじょう）
- 西羽生駅（にしはにゅうえき）
- 西浜駅（にしはまえき）
- 西浜田駅（にしはまだえき）
- 西浜町停留場（にしはまのまちていりゅうじょう）
- 西浜松駅（にしはままつえき）
- 西原駅 (広島県)（にしはらえき・広島高速交通広島新交通1号線）
- 西原駅 (徳島県)（にしばらえき・四国旅客鉄道牟岐線）
- 西春駅（にしはるえき）
- 西春江ハートピア駅（にしはるえハートピアえき）
- 西人吉駅（にしひとよしえき）
- 西日野駅（にしひのえき）
- 西平内駅（にしひらないえき）
- 西広島駅（にしひろしまえき）
- 西枇杷島駅（にしびわじまえき）
- 西府駅（にしふえき）
- 西袋駅（にしぶくろえき）
- 西富士宮駅（にしふじのみやえき）
- 西藤原駅（にしふじわらえき）
- 西二見駅（にしふたみえき）
- 西船橋駅（にしふなばしえき）
- 西古川駅（にしふるかわえき）
- 西分駅（にしぶんえき）
- 西別院駅（にしべついんえき）
- 西別所駅（にしべっしょえき）
- 西堀端停留場（にしほりばたていりゅうじょう）
- 西舞子駅（にしまいこえき）
- 西舞鶴駅（にしまいづるえき）
- 西前田駅（にしまえだえき）
- 西馬込駅（にしまごめえき）
- 西松井田駅（にしまついだえき）
- 西松任駅（にしまっとうえき）
- 西松本駅（にしまつもとえき）
- 西瑞穂駅（にしみずほえき）
- 西都城駅（にしみやこのじょうえき）
- 西三次駅（にしみよしえき）
- 西向日駅（にしむこうえき）
- 西牟田駅（にしむたえき）
- 西目駅（にしめえき）
- 西女満別駅（にしめまんべつえき）
- 西元町駅（にしもとまちえき）
- 西谷駅（にしやえき）
- 西焼津駅（にしやいづえき）
- 西屋敷駅（にしやしきえき）
- 西山駅 (新潟県)（にしやまえき・東日本旅客鉄道越後線）
- 西山駅 (福岡県)（にしやまえき・筑豊電気鉄道線）
- 西山口駅（にしやまぐちえき）
- 西山公園駅（にしやまこうえんえき）
- 西山天王山駅（にしやまてんのうざんえき）
- 西山名駅（にしやまなえき）
- 二重橋前駅（にじゅうばしまええき）
- 二十四軒駅（にじゅうよんけんえき）
- 二上駅（にじょうえき・近鉄大阪線）
- 二条駅（にじょうえき・西日本旅客鉄道山陰本線・京都市営地下鉄東西線）
- 二上山駅（にじょうざんえき）
- 二条城前駅（にじょうじょうまええき）
- 二上神社口駅（にじょうじんじゃぐちえき）
- 西横浜駅（にしよこはまえき）
- 西吉井駅（にしよしいえき）
- 西米沢駅（にしよねざわえき）
- 西4丁目停留場（にしよんちょうめていりゅうじょう）
- 西留辺蘂駅（にしるべしべえき）
- 西若松駅（にしわかまつえき）
- 西脇市駅（にしわきしえき）
- 西早稲田駅（にしわせだえき）
- 西和田駅（にしわだえき）
- ニセコ駅

### にた-にと
- 似内駅（にたないえき）
- 日前宮駅（にちぜんぐうえき）
- 日南駅（にちなんえき）
- 日原駅（にちはらえき）
- 二中通停留場（にちゅうどおりていりゅうじょう）
- 日華化学前駅（にっかかがくまええき）
- 新川駅 (群馬県)（にっかわえき・上毛電気鉄道上毛線）
- 日光駅（にっこうえき）
- 日進駅 (北海道)（にっしんえき・北海道旅客鉄道宗谷本線）
- 日進駅 (埼玉県)（にっしんえき・東日本旅客鉄道川越線）
- 日進駅 (愛知県)（にっしんえき・名古屋鉄道豊田線）
- 日生中央駅（にっせいちゅうおうえき）
- 日赤病院前停留場（にっせきびょういんまえていりゅうじょう）
- 新田駅 (宮城県)（にったえき・東日本旅客鉄道東北本線）
- 新田駅 (福島県)（にったえき・阿武隈急行阿武隈急行線）
- 日立木駅（にったきえき）
- 新田塚駅（にったづかえき）
- 新田野駅（にったのえき）
- 新羽駅（にっぱえき）
- 日暮里駅（にっぽりえき）
- 日本橋駅 (大阪府)（にっぽんばしえき・Osaka Metro堺筋線・千日前線）

### にな-にの
- 新ノ口駅（にのくちえき）
- 二ノ瀬駅（にのせえき）
- 二戸駅（にのへえき）
- 二宮駅（にのみやえき）

### には-にほ
- 丹生駅（にぶえき）
- 仁豊野駅（にぶのえき）
- 仁保駅（にほえき）
- 仁保津駅（にほづえき）
- 日本大通り駅（にほんおおどおりえき）
- 二本木駅（にほんぎえき）
- 二本木口停留場（にほんぎぐちていりゅうじょう）
- 日本橋駅 (東京都)（にほんばしえき・東京地下鉄銀座線・東西線・都営地下鉄浅草線）
- 日本へそ公園駅（にほんへそこうえんえき）
- 二本松駅（にほんまつえき）
- 日本ライン今渡駅（にほんラインいまわたりえき）

### にま-にも
- 仁万駅（にまえき）

### にや-によ
- 仁山駅（にやまえき）
- 壬生川駅（にゅうがわえき・四国旅客鉄道予讃線）
- 丹生川駅（にゅうがわえき・三岐鉄道三岐線）
- 入善駅（にゅうぜんえき）
- 入野駅 (広島県)（にゅうのえき・西日本旅客鉄道山陽本線）

### にら-にろ
- 韮川駅（にらがわえき）
- 韮崎駅（にらさきえき）
- 韮山駅（にらやまえき）
- 二里ヶ浜駅（にりがはまえき）
- 楡木駅（にれぎえき）
- 楡原駅（にれはらえき）
- 二郎駅（にろうえき）

### にわ-にん
- 庭坂駅（にわさかえき）
- 庭瀬駅（にわせえき）
- 人形町駅（にんぎょうちょうえき）